# 1116
| Calendário gregoriano                                                        | 1116 MCXVI                                           |
| Ab urbe condita                                                              | 1869                                                 |
| Calendário arménio                                                           | 565 – 566                                            |
| Calendário bahá'í                                                            | -728 – -727                                          |
| Calendário budista                                                           | 1660                                                 |
| Calendário chinês                                                            | 3812 – 3813 Início a 17 de janeiro (aproximadamente) |
| Calendário copta                                                             | 832 – 833                                            |
| Calendário etíope                                                            | 1108 – 1109                                          |
| Calendários hindus - Vikram Samvat - Calendário nacional indiano - Cáli Iuga | 1171 – 1172 1037 – 1038 4216 – 4217                  |
| Calendário Holoceno                                                          | 11116                                                |
| Calendário islâmico                                                          | 509 – 510                                            |
| Calendário judaico                                                           | 4876 – 4877                                          |
| Calendário persa                                                             | 494 – 495                                            |
| Calendário rúnico                                                            | 1366                                                 |
| Calendário solar tailandês                                                   | 1659                                                 |

1116 (MCXVI, na numeração romana) foi um ano bissexto do século XII do Calendário Juliano, da Era de Cristo, e as suas letras dominicais foram  B e A (52 semanas), teve início a um sábado e terminou a um domingo.
No território que viria a ser o reino de Portugal estava em vigor a Era de César que já contava 1154 anos.

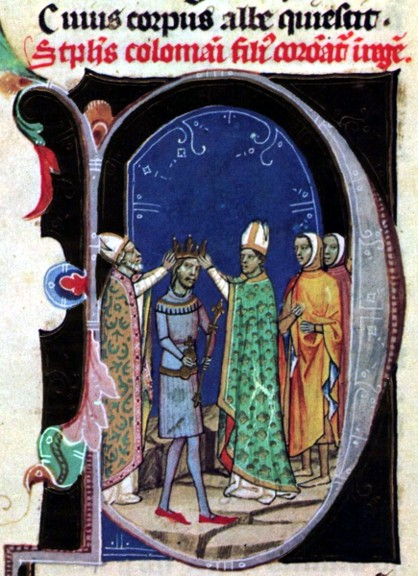
Estêvão II, rei da Hungria de 1116 a 1136. Iluminura medieval.

| Ano completo                      |
| --------------------------------- |
| Ano bissexto com início ao sábado |

## Eventos
- 3 de fevereiro - Coroação de Estêvão II que foi rei da Hungria até 1131 (1101-1136).
- Abril - O Bispo do Porto obtém da cúria papal a colocação da diocese de Lamego sob a sua administração.